# Franco Vieta
Franco Vieta (Resistencia, Chaco, 3 de noviembre de 1992) es un baloncestista argentino que juega en la posición de escolta, desempeñándose actualmente en Olímpico de la Liga Nacional de Básquet de Argentina. Es hermano del también baloncestista Favio Vieta. 

## Trayectoria

### Clubes
| Club                       | País      | Año             |
| -------------------------- | --------- | --------------- |
| Unión de Sunchales         | Argentina | 2008 - 2011     |
| Libertad de Sunchales      | Argentina | 2011 - 2015     |
| Hindú de Resistencia       | Argentina | 2015 - 2016     |
| Libertad de Sunchales      | Argentina | 2016 - 2017     |
| Comunicaciones de Mercedes | Argentina | 2017            |
| Petrolero                  | Argentina | 2017 - 2018     |
| Villa San Martín           | Argentina | 2018 - 2021     |
| La Unión de Formosa        | Argentina | 2021 - 2023     |
| Colonias Gold              | Paraguay  | 2023            |
| Regatas Corrientes         | Argentina | 2023 - 2024     |
| São José Basketball        | Brasil    | 2024 - 2025     |
| Riachuelo                  | Argentina | 2025            |
| Olímpico                   | Argentina | 2025 - Presente |

## Selección nacional
Vieta fue varias veces convocado a la preselección del equipo nacional juvenil de Argentina, pero sólo jugó oficialmente con el mismo en el Torneo Albert Schweitzer de 2010. 
El escolta también fue miembro de Argentina Desarrollo, un combinado de jugadores de La Liga Argentina y del Torneo Federal de Básquetbol que en 2019 representó a su país en una gira por China.